# 旭倉庫
旭倉庫株式会社（あさひそうこ、英文名称Asahi Warehouse Co., Ltd.）は、東京都に本社を置く倉庫業者。

## 拠点
- 本社・月島事業所（個人向け「ホームロッカー」設置）

東京都中央区月島
都心に立地していることもあり、各種スタジオをはじめ画廊、ブティック、スペイン料理店などが入居している。
- 松戸営業所

千葉県松戸市南花島向町（危険品・定温倉庫有り）
- 柏事業所

千葉県流山市駒木（危険品倉庫有り）
- 川崎営業所

神奈川県川崎市川崎区東扇島（保税蔵置場有り）
- 板橋営業所

東京都板橋区高島平（文書保管サービス実施）
- 足立流通センター

東京都足立区入谷
- アサヒレインボースクエア（足立事業所）

東京都足立区小台